# Кулера
Кулера (кат. Colera) — муніципалітет, розташований в Автономній області Каталонія, в Іспанії. Знаходиться у районі (кумарці) Ал Ампурда провінції Жирона, згідно з новою адміністративною реформою перебуватиме у складі баґарії Жирона.

## Населення
Населення міста (у 2007 р.) становить 592 особи (з них менше 14 років — 9,1%, від 15 до 64 — 66,4%, понад 65 років — 24,5%). У 2006 р. народжуваність склала 3 особи, смертність — 5 осіб, зареєстровано 0 шлюбів. У 2001 р. активне населення становило 241 особа, з них безробітних — 33 особи.

Серед осіб, які проживали на території міста у 2001 р., 374 народилися в Каталонії (з них 191 особа у тому самому районі, або кумарці), 92 особи приїхали з інших областей Іспанії, а 36 осіб приїхало з-за кордону. 

Університетську освіту має 14,7% усього населення. 

У 2001 р. нараховувалося 221 домогосподарство (з них 35,3% складалися з однієї особи, 31,7% з двох осіб,13,6% з 3 осіб, 14% з 4 осіб, 2,7% з 5 осіб, 1,4% з 6 осіб, 0,9% з 7 осіб, 0,5% з 8 осіб і 0% з 9 і більше осіб).

Активне населення міста у 2001 р. працювало у таких сферах діяльності : у сільському господарстві — 5,8%, у промисловості — 7,2%, на будівництві — 13% і у сфері обслуговування — 74%. 

 У муніципалітеті або у власному районі (кумарці) працює 105 осіб, поза районом — 114 осіб.

### Безробіття
У 2007 р. нараховувалося 7 безробітних (у 2006 р. — 9 безробітних), з них чоловіки становили 28,6%, а жінки — 71,4%.

## Економіка

### Підприємства міста

#### Промислові підприємства
| \| Промислові підприємства міста, за сферою діяльності \| Промислові підприємства міста, за сферою діяльності \| Промислові підприємства міста, за сферою діяльності \| \| Рік \| 2002 р. \| 2001 р. \| \| --------------------------------------------------- \| --------------------------------------------------- \| --------------------------------------------------- \| \| Енергетичні та водні ресурси \| 0% \| 0% \| \| Хімія та метали \| 0% \| 0% \| \| Переробка металів \| 0% \| 0% \| \| Продукти харчування \| 0% \| 0% \| \| Текстиль \| 0% \| 0% \| \| Виробництво меблів, видання \| 100% \| 100% \| \| Інше \| 0% \| 0% \| \| Усього підприємств \| 1 \| 1 \| |         |         |
| Промислові підприємства міста, за сферою діяльності |         |         |
| Рік | 2002 р. | 2001 р. |
| Енергетичні та водні ресурси | 0%      | 0%      |
| Хімія та метали | 0%      | 0%      |
| Переробка металів | 0%      | 0%      |
| Продукти харчування | 0%      | 0%      |
| Текстиль | 0%      | 0%      |
| Виробництво меблів, видання | 100%    | 100%    |
| Інше | 0%      | 0%      |
| Усього підприємств | 1       | 1       |

#### Роздрібна торгівля
| \| Підприємства роздрібної торгівлі міста, за сферою діяльності \| Підприємства роздрібної торгівлі міста, за сферою діяльності \| Підприємства роздрібної торгівлі міста, за сферою діяльності \| \| Рік \| 2002 р. \| 2001 р. \| \| ------------------------------------------------------------ \| ------------------------------------------------------------ \| ------------------------------------------------------------ \| \| Продукти харчування \| 80% \| 80% \| \| Одяг та взуття \| 0% \| 0% \| \| Товари для дому \| 0% \| 0% \| \| Книги та періодичні видання \| 0% \| 0% \| \| Промислова хімічна продукція \| 0% \| 0% \| \| Продукція, пов'язана з транспортними засобами \| 0% \| 0% \| \| Інше \| 20% \| 20% \| \| Усього підприємств \| 5 \| 5 \| |         |         |
| Підприємства роздрібної торгівлі міста, за сферою діяльності |         |         |
| Рік | 2002 р. | 2001 р. |
| Продукти харчування | 80%     | 80%     |
| Одяг та взуття | 0%      | 0%      |
| Товари для дому | 0%      | 0%      |
| Книги та періодичні видання | 0%      | 0%      |
| Промислова хімічна продукція | 0%      | 0%      |
| Продукція, пов'язана з транспортними засобами | 0%      | 0%      |
| Інше | 20%     | 20%     |
| Усього підприємств | 5       | 5       |

#### Сфера послуг
| \| Підприємства міста, що працюють у сфері послуг, за діяльністю \| Підприємства міста, що працюють у сфері послуг, за діяльністю \| Підприємства міста, що працюють у сфері послуг, за діяльністю \| \| Рік \| 2002 р. \| 2001 р. \| \| ------------------------------------------------------------- \| ------------------------------------------------------------- \| ------------------------------------------------------------- \| \| Гуртова торгівля \| 4,5% \| 5,3% \| \| Готелі та готельний бізнес \| 45,5% \| 47,4% \| \| Транспорт та зв'язок \| 4,5% \| 0% \| \| Посередницькі фінансові послуги \| 9,1% \| 10,5% \| \| Послуги підприємствам \| 0% \| 0% \| \| Послуги фізичним особам \| 22,7% \| 26,3% \| \| Нерухомість та ін. \| 13,6% \| 10,5% \| \| Усього підприємств \| 22 \| 19 \| |         |         |
| Підприємства міста, що працюють у сфері послуг, за діяльністю |         |         |
| Рік | 2002 р. | 2001 р. |
| Гуртова торгівля | 4,5%    | 5,3%    |
| Готелі та готельний бізнес | 45,5%   | 47,4%   |
| Транспорт та зв'язок | 4,5%    | 0%      |
| Посередницькі фінансові послуги | 9,1%    | 10,5%   |
| Послуги підприємствам | 0%      | 0%      |
| Послуги фізичним особам | 22,7%   | 26,3%   |
| Нерухомість та ін. | 13,6%   | 10,5%   |
| Усього підприємств | 22      | 19      |

## Житловий фонд
У 2001 р. 11,3% усіх родин (домогосподарств) мали житло метражем до 59 м², 28,5% — від 60 до 89 м², 35,3% — від 90 до 119 м² і
24,9% — понад 120 м².

З усіх будівель у 2001 р. 32,7% було одноповерховими, 50,2% — двоповерховими, 11,5
% — триповерховими, 3,5% — чотириповерховими, 1,3% — п'ятиповерховими, 0% — шестиповерховими,
0,7% — семиповерховими, 0% — з вісьмома та більше поверхами.

## Автопарк
| \| Автомобілі, зареєстровані у місті, за призначенням \| Автомобілі, зареєстровані у місті, за призначенням \| Автомобілі, зареєстровані у місті, за призначенням \| \| Рік \| 2006 р. \| 2005 р. \| \| -------------------------------------------------- \| -------------------------------------------------- \| -------------------------------------------------- \| \| Приватні автомобілі \| 62,1% \| 61,5% \| \| Мотоцикли \| 10,9% \| 9,9% \| \| Вантажівки \| 25,1% \| 27,2% \| \| Трактори \| 0% \| 0% \| \| Автобуси та ін. \| 1,9% \| 1,4% \| \| Усього автомобілів \| 375 шт. \| 364 шт. \| |         |         |
| Автомобілі, зареєстровані у місті, за призначенням |         |         |
| Рік | 2006 р. | 2005 р. |
| Приватні автомобілі | 62,1%   | 61,5%   |
| Мотоцикли | 10,9%   | 9,9%    |
| Вантажівки | 25,1%   | 27,2%   |
| Трактори | 0%      | 0%      |
| Автобуси та ін. | 1,9%    | 1,4%    |
| Усього автомобілів | 375 шт. | 364 шт. |

## Вживання каталанської мови
У 2001 р. каталанську мову у місті розуміли 96,8% усього населення (у 1996 р. — 98,8%), вміли говорити нею 90,3% (у 1996 р. -
86,1%), вміли читати 83,2% (у 1996 р. — 67,3%), вміли писати 57,9
% (у 1996 р. — 35,6%). Не розуміли каталанської мови 3,2%.

## Політичні уподобання
У виборах до Парламенту Каталонії у 2006 р. взяло участь 225 осіб (у 2003 р. — 353 особи). Голоси за політичні сили розподілилися таким чином:
| \| Вибори до Парламенту Каталонії \| Вибори до Парламенту Каталонії \| Вибори до Парламенту Каталонії \| \| Рік \| 2006 р. \| 2003 р. \| \| -------------------------------------- \| ------------------------------ \| ------------------------------ \| \| Конвергенція та Єднання (CiU) \| 44% \| 33,4% \| \| Соціалістична партія Каталонії (PSC) \| 25,3% \| 27,8% \| \| Народна партія (PP) \| 5,8% \| 11,3% \| \| Ініціатива за зелену Каталонію (IC) \| 6,7% \| 5,7% \| \| Республіканська лівиця Каталонії (ERC) \| 15,6% \| 21,2% \| \| Громадянська партія (C's) \| 0,4% \| 0% \| \| Інші \| 2,2% \| 0,6% \| |         |         |
| Вибори до Парламенту Каталонії |         |         |
| Рік | 2006 р. | 2003 р. |
| Конвергенція та Єднання (CiU) | 44%     | 33,4%   |
| Соціалістична партія Каталонії (PSC) | 25,3%   | 27,8%   |
| Народна партія (PP) | 5,8%    | 11,3%   |
| Ініціатива за зелену Каталонію (IC) | 6,7%    | 5,7%    |
| Республіканська лівиця Каталонії (ERC) | 15,6%   | 21,2%   |
| Громадянська партія (C's) | 0,4%    | 0%      |
| Інші | 2,2%    | 0,6%    |

У муніципальних виборах у 2007 р. взяло участь 337 осіб (у 2003 р. — 576 осіб). Голоси за політичні сили розподілилися таким чином:
| \| Муніципальні вибори \| Муніципальні вибори \| Муніципальні вибори \| \| Рік \| 2007 р. \| 2003 р. \| \| -------------------------------------- \| ------------------- \| ------------------- \| \| Конвергенція та Єднання (CiU) \| 32,3% \| 34,9% \| \| Соціалістична партія Каталонії (PSC) \| 67,7% \| 54,9% \| \| Народна партія (PP) \| 0% \| 0% \| \| Ініціатива за зелену Каталонію (IC) \| 0% \| 0% \| \| Республіканська лівиця Каталонії (ERC) \| 0% \| 10,2% \| \| Громадянська партія (C's) \| 0% \| 0% \| \| Інші \| 0% \| 0% \| |         |         |
| Муніципальні вибори |         |         |
| Рік | 2007 р. | 2003 р. |
| Конвергенція та Єднання (CiU) | 32,3%   | 34,9%   |
| Соціалістична партія Каталонії (PSC) | 67,7%   | 54,9%   |
| Народна партія (PP) | 0%      | 0%      |
| Ініціатива за зелену Каталонію (IC) | 0%      | 0%      |
| Республіканська лівиця Каталонії (ERC) | 0%      | 10,2%   |
| Громадянська партія (C's) | 0%      | 0%      |
| Інші | 0%      | 0%      |